# Phiala hologramma
Phiala hologramma är en fjärilsart som beskrevs av Aurivillius 1904. Phiala hologramma ingår i släktet Phiala och familjen Eupterotidae. Inga underarter finns listade i Catalogue of Life.